# Jean Tricart
Jean Tricart (Montmorency, 1920 - Estrasburg, 2003) va ser un geomorfòleg francès. Va ser assistent d'André Cholley, el seu director de tesi doctoral a La Sorbona, abans d'ensenyar a la Universitat Louis Pasteur d'Estrasburg, on va fundar el Centre de Geografia Aplicada el 1956. Durant els anys 70 va ser un dels especialistes més influents dins de la renovació de la geografia física francesa. Va publicar treballs importants sobre l'estudi dels riscs naturals, sobretot els terratrèmols i de les aplicacions pràctiques d'aquests coneixements. Destaca entre molts altres, el seu estudi que va contribuir a restaurar la vall del Guil als Alps francesos després de les inundacions del 1957.
Es recorda la conferència que va fer el 1973 a la Societat Catalana de Geografia (SCG), convidat per Lluís Solé i Sibarís (1908-1985) en un esforç de modernitzar la SCG després dels anys d'estroncament científic durant la dictadura franquista.
Va fundar i dirigir la Revue de géomorphologie dynamique.

## Publicacions
- Introduction à la géomorphologie climatique. Traité de géomorphologie, tome I, coeditat amb André Cailleux,
- Principes et méthodes de la géomorphologie, Masson, 1965
- Le modelé des régions périglaciaires. Traité de géomorphologie, tom II, coediat amb André Cailleux[6]
- Le modelé des régions sèches. Traité de géomorphologie, tom IV, coediat amb André Cailleux
- La terre, planète vivante, 1972[7]
- Le modelé des régions chaudes. Forêts et savanes. Traité de géomorphologie, tom V, coediat amb André Cailleux
- Précis de géomorphologie. Tom 2 : géomorphologie dynamique générale
- Géomorphologie applicable, 1978
- Précis de géomorphologie. Tom 3 : géomorphologie climatique, 1981